# Django (1966)
Django ist ein Italowestern von Sergio Corbucci aus dem Jahr 1966 mit Franco Nero in der Hauptrolle. Der Film, der zahlreiche Regisseure und ihr Filmschaffen beeinflusst hat, enthält eine starke zeitgenössische gesellschaftskritische Komponente. Durch seine Brutalität und seinen schwarzen Humor setzte er sich deutlich vom amerikanischen Western ab.

## Handlung
In der ersten Einstellung marschiert der Protagonist des Films Django eine schlammige Straße entlang, während er einen Sarg hinter sich her zieht, und gelangt schließlich auf eine Kuppe, von der aus er die folgende Szene beobachtet: Die Halbmexikanerin Maria wird von einer Handvoll Mexikaner an einer Brücke über einen Sumpf gefesselt und ausgepeitscht, weil sie vor ihnen fliehen wollte. Plötzlich erscheinen fünf Südstaatler mit roten Halstüchern und Kapuzen, erschießen die Mexikaner und wollen Maria aus rassistischen Motiven kreuzigen und verbrennen. Der wortkarge Django unterbricht sie dabei, erschießt die Südstaatler schließlich nach einem kurzen Dialog und befreit Maria.
Mit ihr zieht er weiter in die nächstgelegene Stadt, das heruntergekommene und fast verlassene Nogales an der Grenze zu Mexiko. Django kehrt mit Maria im örtlichen Saloon ein, in dem nur noch der Wirt Nataniele und einige seiner Bardamen leben. Nataniele gewährt Maria und Django widerwillig ein Zimmer für eine Nacht und erzählt Django, dass die meisten Einwohner der Stadt durch die bewaffneten Konflikte zwischen einer abtrünnigen Einheit der mexikanischen Armee und einer rassistischen Südstaatler-Gruppe unter der Führung von „Major“ Jackson vertrieben wurden.
Während Django isst, erscheint Bruder Jonathan – einer von Jacksons Leuten –, um vom Wirt Schutzgeld einzutreiben. Bruder Jonathan berichtet Jackson von Djangos Ankunft, während dieser gerade „Schießübungen“ an weglaufenden Mexikanern durchführt, daraufhin erscheint der Major mit einer Handvoll Leuten im Saloon und fordert Django heraus. Django macht mit Jacksons Leuten kurzen Prozess, lässt Jackson selbst allerdings laufen und fordert ihn auf, am nächsten Tag mit all seinen verbliebenen Männern wiederzukommen.
Nachdem Django die Nacht mit Maria verbracht hat, taucht Jackson am nächsten Tag tatsächlich mit seiner gesamten Truppe von 40 Leuten auf, Django öffnet nun zum ersten Mal seinen Sarg und tötet mit dem darin versteckten Maschinengewehr fast alle Gegner, verschont dabei allerdings wieder das Leben von Jackson. Während der Wirt die Toten auf dem örtlichen Friedhof bestattet, besucht Django dort das Grab seiner Frau. Diese wurde – wie sich nun herausstellt – seinerzeit von Major Jackson getötet, und damit wird nun auch klar, was Django eigentlich plant: er will sich an Jackson für die Ermordung seiner Frau rächen, die Django seinerzeit nicht verhindern konnte.
Zur selben Zeit taucht nun erstmals Jacksons Kontrahent auf der Bildfläche auf, der mexikanische Revolutions-General Hugo Rodriguez. Die eintreffenden Mexikaner erwischen den für Jackson arbeitenden Bruder Jonathan vor dem Saloon, in dem dieser gerade einen Streit zwischen den Bardamen provoziert hatte, und der General schneidet Bruder Jonathan das rechte Ohr ab und „füttert“ ihn damit, bevor er ihn erschießt. Als sich Django und Rodriguez im Saloon begegnen, stellt sich heraus, dass die beiden sich ebenfalls bereits kennen, weil Django dem General einst im Gefängnis das Leben gerettet hatte.
Django erzählt Rodriguez, dass Jackson sein gesamtes Vermögen in Gold in einem Stützpunkt der mexikanischen Armee hinter der US-mexikanischen Grenze in Sicherheit bringen möchte und er Jackson nur deswegen beide Male am Leben gelassen habe, um Jacksons Gold an sich zu bringen. Rodriguez benötigt das Gold ebenfalls für seine revolutionären Aktivitäten in Mexiko, daher schmieden er und Django einen gemeinsamen Plan: sie wollen im Wagen des Wirtes versteckt in den Stützpunkt eindringen, der das Fort einmal pro Woche mit seinen Bardamen besucht. Der Plan gelingt, Django, Rodriguez und einige andere können mithilfe von Djangos Maschinengewehr einen großen Teil der überraschten mexikanischen Soldaten töten und Jacksons Gold erbeuten. Der ebenfalls anwesende Major versteckt sich und verfolgt die fliehende Gruppe mit den überlebenden mexikanischen Soldaten, diese dürfen jedoch als Truppen der mexikanischen Armee die Grenze nicht überschreiten, und so muss Jackson die Verfolgung an der Grenze vorerst abbrechen.
Django und Rodriguez kehren unterdessen in die Stadt zurück und feiern ihren erfolgreichen Beutezug. Als Django jedoch merkt, dass der General ihn um seinen Anteil betrügen will, sprengt er das Versteck und flieht zusammen mit Maria. Rodriguez bemerkt den Diebstahl und verfolgt die beiden mit seinen Leuten. Beim Sumpf will sich Django von Maria trennen, dabei fällt aber der Sarg mit dem Gold vom Wagen und rutscht in den Sumpf. Django springt hinterher, um das untergehende Gold zu retten, versinkt dabei aber beinahe selbst und kann mit Marias Hilfe nur seinen Kopf über dem Sumpf halten. Rodriguez trifft mit seinen Leuten ein, schießt Maria an und rettet Django mit Seilen aus dem Sumpf, anschließend schenkt der General Django zwar mit der Bemerkung, dass sie jetzt quitt wären, das Leben, lässt aber beide Hände von Django von einem seiner Leute mit einem Gewehrkolben brechen.
Während der schwer verletzte Django die angeschossene Maria in Natanieles Saloon zurückbringt, reitet General Rodriguez mit seinen Leuten über die Grenze zurück nach Mexiko, dort wartet jedoch bereits Major Jackson mit mexikanischen Soldaten in einem Hinterhalt und tötet Rodriguez und dessen Leute. Im Anschluss kehrt der Major nun mit seinen letzten fünf Männern in den Saloon zurück, um Django zu suchen. Nachdem er dessen Aufenthaltsort auf dem Friedhof erfahren hat, erschießt er den Wirt, die verwundete Maria bleibt in einer Ecke des Saloons unentdeckt.
Auf dem Friedhof kommt es schließlich zum Showdown: Nachdem Django mit seinen Handverletzungen seinen Revolver weder halten noch abfeuern kann, fühlt sich Jackson in Sicherheit und verhöhnt Django. Dieser kann jedoch seinen Revolver so in der Metallverzierung eines Grabkreuzes einklemmen, dass er ihn beim Abfeuern nicht mit seinen gebrochenen Händen halten muss, und so kann Django schließlich den Major und seine restlichen Leute erschießen und damit den Tod seiner Frau rächen.

## Hintergrund
Django gehört neben der von Sergio Leone produzierten Dollar-Trilogie zu den bekanntesten und prägendsten Filmen des Italowesterns. Berühmt ist der gleichnamige Protagonist des Films für sein Maschinengewehr, das er in einem Sarg hinter sich her zieht. Was spätere Westernfiguren und -filme auch besonders nachhaltig beeinflusste, war Djangos Auftreten als expliziter „Antiheld“ und gebrochener Mensch, das ihn wesentlich von den seinerzeit „klassischen“ amerikanischen Westernhelden unterschied: sein Charakter entzog sich der bis dahin im Westernfilm üblichen klaren Gut-Böse-Kategorisierung, insbesondere durch die Missachtung bürgerlicher Konventionen sowie die rücksichtslose Anwendung von Gewalt und Selbstjustiz. Hierzu passend kommen abgesehen von Django und Maria sowie den Bardamen alle Figuren des Films ums Leben.
Das ergänzte den Film um eine politische und gesellschaftskritische Ebene, die einen weiteren Faktor in der Loslösung von klassischen amerikanischen Westernmotiven darstellte. Der politisch links orientierte Regisseur Sergio Corbucci kritisierte mit dem Film die innenpolitische Situation in den USA zu Zeiten des Kalten Krieges, indem er den Protagonist Django gegen eine Bande korrupter Südstaatler unter Führung eines ehemaligen Majors kämpfen lässt, deren Aussagen, Verhalten und Kostümierung an den Ku-Klux-Klan erinnern. Ähnlich wie in Leichen pflastern seinen Weg verwendete Corbucci auch Motive aus dem italienischen Mittelalter und der Hexenverfolgung und benutzte auch in seinem späteren Film Leichen pflastern seinen Weg erneut das Motiv der zerschlagenen Hände des Hauptdarstellers, das ursprünglich aus der römischen Geschichte stammt und auf die Geschichte von Gaius Mucius Scaevola verweist. Dies alles vereint sich zum Hauptmotiv einer maroden, pseudomoralischen und rassistischen Gesellschaft, die durch den Protagonisten demaskiert wird. Der Film wird dadurch zum Antiwestern, der jedoch letzten Endes nicht einfach das „klassische“ Westerngenre auflöste, sondern einen der Grundsteine für die Weiterentwicklung des Genres darstellte.
Für einen Western wurde Django untypisch gefilmt; besonders auffällig ist der Verzicht auf die Totale, die Paradeeinstellung des US-Westerns. Corbucci setzte ganz auf in schneller Abfolge geschnittene Großeinstellungen, welche die Handlung vorantrieben, was von der Filmkritik häufig als „Comicstil“ bezeichnet wurde. Der Film erlangte im englischen Sprachraum deutlich weniger den Status eines Kultfilms als im Großteil Europas, was Filmkritikern zufolge vor allem daran lag, dass die englische Synchronisation so schlecht war, dass sie den Sinn der Dialoge völlig entstellte.
Die deutsche Fassung ist gegenüber der Originalversion entschärft und teilweise auch entstellt, sie enthält längst nicht alle Anspielungen und Zynismen. Legendär ist etwa die Szene, in der sich Django beim Duell am Ende des Filmes hinter einem Grabkreuz versteckt, während sein Gegner auf ihn schießt und dabei sowohl den christlichen Segensspruch „Im Namen des Vaters, des Sohnes und des heiligen Geistes“ ausspricht als auch beim Schießen symbolisch ein Kreuz schlägt. Dieser Dialog wurde, wie viele andere Szenen auch, in der deutschen Fassung entschärft und inhaltlich verändert. Einige Szenen sind in der deutschen Fassung gänzlich herausgeschnitten, so etwa die, in der General Rodriguez Jacksons Handlanger Jonathan dessen eigenes Ohr in den Mund steckt.
In Großbritannien wurde der Film wegen seiner Brutalität erst 1993 freigegeben. Für Hauptdarsteller Franco Nero bedeutete der Film den internationalen Durchbruch.

### Nachwirkungen
Nach dem großen Erfolg des Films entstanden weitere Django-Filme anderer Produzenten, die allesamt versuchten, den Stil des Originals nachzuahmen, mit oft bescheidenem Erfolg. Es gab zum Beispiel einen Western mit Franco Nero mit dem Titel Texas addio, der vor Django gedreht wurde und in dem er einen Sheriff mit Namen Burt Sullivan spielte; darin trug er schon die gleiche Kleidung wie in Django und hatte auch ein ähnlich forsches Auftreten. Nach dem Erfolg von Django wurde dieser Film in Django, der Rächer umbenannt und neu synchronisiert, und der Sheriff hieß plötzlich „Django Sullivan“. Auch wurde vielen billigen Spaghetti-Western ein deutscher Verleihtitel verpasst, der den Namen „Django“ enthielt, die im Original jedoch gar nicht an Corbuccis Django orientiert waren.
Die offizielle Fortsetzung hieß Djangos Rückkehr, entsprach aber nicht mehr dem Stil des Originals. Der einzige Film, der von Anhängern als Django-Fortsetzung akzeptiert wurde, ist der brutale Töte, Django mit Tomás Milián. Als Hommagen sind die Western von Enzo G. Castellari Keoma – Das Lied des Todes (1976) sowie Die Rache des weißen Indianers (1994), der von dem japanischen Regisseur Takashi Miike gedrehte Film Sukiyaki Western Django (2007) und Quentin Tarantinos Django Unchained (2012) anzusehen.
Auch außerhalb des deutschen Sprachraums gab es Namensepigonen. Italien schickte unter anderem Cjamango und Shango ins Rennen, in der Türkei ritt Cango über die Leinwand. Es entstanden jedoch auch zahlreiche Filme, die „Django“ schon im Originaltitel trugen; auch diese hatten nur lockere Verwandtschaft. Der Sohn des Django (1967) ist einer dieser Filme, die schon im Titel die Tradition der Filmserien früherer Jahre aufnahmen.
Franco Neros Filme wurden insbesondere im deutschen Sprachraum immer wieder mit dem Titel „Django“ betitelt. So wurde auch ein Haiabenteuer von Enzo G. Castellari in Dschungel-Django umbenannt, obwohl es sich bei dem Film nicht um einen Western handelt.
Django ist als wichtiger Entwicklungsschritt für den modernen Actionfilm zu werten, was unter anderem zahlreiche Django-Anspielungen in Filmen wie zum Beispiel Terminator 3 – Rebellion der Maschinen, der Rambo-Reihe, den Filmen von Quentin Tarantino (z. B. das Abschneiden eines Ohres in Reservoir Dogs – Wilde Hunde) sowie auch neuere deutschen Filmproduktionen belegen – Tarantino selbst ging sogar so weit, dass er ganze Einstellungen und Dialoge aus der italienischen Textfassung für seinen Film Django Unchained übernahm.

„Nicht selten gewinnt man den Eindruck einer postapokalyptischen Szenerie, die sich nach dem Zerfall des glorreichen Wilden Westens aus dessen Trümmern erhoben hat. Der Schauplatz dieser Geschichte scheint auch, mit Ausnahme der am Stadtrand befindlichen Hängebrücke, wie von der restlichen Zivilisation abgeschnitten zu sein. Rückblickend könnte man damit sogar die These aufstellen, daß mit Django einer der ersten Endzeitfilme entstanden ist und Kassenschlager wie George Millers Mad-Max-Trilogie (1979, 1981, 1985) zweifellos stark beeinflusste. Zu verdanken haben wir das wohl zum großen Teil auch Ruggero Deodato, der später mit seinem Kannibalenepos Cannibal Holocaust (Nackt und zerfleischt, 1979) für weltweites Aufsehen sorgte, und hier als Regieassistent von Corbucci fungierte und für viele Szenen auch die Leitung übernahm. Doch trotz aller Härte ist der Film nicht frei von makabrem, teils rabenschwarzem Humor. Genau wie sein Titel gebender Antiheld, der sein eigenes, vom Hass zerfressenes Ego in Form eines Maschinengewehres in einem Sarg hinter sich herzieht.“

Im Februar 2023 lief die als Neuinterpretation des Films konzipierte Fernsehserie Django mit Matthias Schoenaerts in der titelgebenden Hauptrolle an.

## Synchronisation
Die „Berliner Union Film“ besetzte unter der Dialogregie von Karlheinz Brunnemann, der das Dialogbuch von Ursula Buschow umsetzte, u. a. folgende Sprecher:
| Darsteller               | Rolle                     | Synchronsprecher      |
| ------------------------ | ------------------------- | --------------------- |
| Franco Nero              | Django                    | Gert Günther Hoffmann |
| Loredana Nusciak         | Maria                     | Beate Hasenau         |
| Ángel Álvarez            | Nataniele                 | Eduard Wandrey        |
| José Bodalo              | General Hugo Rodriguez    | Martin Hirthe         |
| Eduardo Fajardo          | Major Jackson             | Heinz Petruo          |
| Gino Pernice             | Jonathan                  | Jochen Schröder       |
| Flora Carosello          | Bardame                   | Lola Luigi            |
| Remo De angelis          | einer von Hugos Leuten    | Karlheinz Brunnemann  |
| Ivan Giovanni Scratuglia | einer von Jacksons Leuten | Toni Herbert          |
| Luciano Rossi            | einer von Jacksons Leuten | Karlheinz Brunnemann  |
| José Terrón Penaranda    | einer von Jacksons Leuten | Günther Flesch        |
| Giullio Maculani         | einer von Jacksons Leuten | Hellmut Grube         |
| Simón Arriga             | Miguel                    | Toni Herbert          |

## Trivia

### Namensherkunft
Den Namen „Django“ hatte Corbucci vom Jazz-Gitarristen Django Reinhardt übernommen; mit dieser Namensgebung erklärte er sich auch einen Teil des Erfolgs des Films.

### Anekdoten
- Die Idee, dass der Hauptheld des Films ein Maschinengewehr im Sarg bei sich trägt, soll Corbucci einem alten italienischen Comic entnommen haben.
- Hauptdarsteller Franco Nero war zur Zeit des Drehs erst 25 Jahre alt[8] und musste auf älter geschminkt werden, um glaubwürdig zu wirken.
- Der Film wurde in den Elios-Studios in der Nähe von Rom gedreht. Die Szenen des Films, die in einem wie ausgestorben wirkenden Westernstädtchen spielen, sind oft voller Nebel oder Rauch. Dies liegt daran, dass die Kulissen teilweise schon ziemlich vom Zahn der Zeit angenagt waren und eigentlich hätten renoviert werden müssen. Dies wäre aber zu teuer gewesen, und deshalb warf man lieber die Nebelmaschine an.
- Sergio Corbucci, dem ein Hang zum schwarzen Humor nachgesagt wurde, habe Franco Nero zum Ende der Dreharbeiten den Sarg einen Hügel hinaufziehen lassen,[9] ohne dass er sich dabei habe umdrehen dürfen. Während er mühsam den Hügel erklommen habe, seien die Filmkulissen abgebaut worden; und als die Kameraleute und Mitarbeiter die Szene verließen und der Schauspieler oben angelangt war, habe er allein mit seinem Sarg auf dem Hügel gestanden.

### Sonstiges
- Das populäre, von Luis Enriquez Bacalov komponierte Titellied Django wurde von Roberto Fia interpretiert. In der italienischen Originalversion ist es in italienischer Sprache zu hören. Oftmals wird Fia dabei mit dem international besser zu vermarktenden Namen Rocky Roberts geführt.[10] Für den internationalen Markt wurde eine englischsprachige Fassung verwendet. Es existieren Versionen auf Japanisch sowie verschiedene Instrumentalversionen.[11]
- Bekannt ist das Zitat aus dem Film: „Es gibt bloß eins, was wichtig ist: daß man sterben muß.“
- 1970 wurde Django – Ein Sarg voll Rache vom EUROPA-Verlag als Hörspielbearbeitung (Europa E 417) auf Schallplatte herausgebracht.
- In der Fangemeinde des Films befindet sich auch Jonathan Meese, der auf seinen Kunstausstellungen immer wieder das Django-Filmplakat (Schlagzeile: „Der Mann mit dem Sarg ist da!“) zwischen seinen eigenen Bildern aufhängt.
- Jan Philipp Reemtsma bezeichnete Django als Nachfolger von Schillers Wilhelm Tell in seiner Funktion als von der Gesellschaft ausgestoßenem Antihelden.
- Die Figur aus der Star-Wars-Reihe Jango Fett hat ihren Namen als Anspielung auf „Django“ erhalten.
- Ein an die Django-Figur angelehnter Sketch aus der Fernsehserie Klimbim („Django zahlt heut’ nicht“) wurde in Deutschland in den 1970er Jahren zum Kult-Sketch.

## Kritiken
Christian Keßler hat ausgeführt, dass „Django einer der unglaublichsten Filme aller Zeiten ist. Corbucci malt ein Bild von der Welt, das an Pessimismus nicht zu überbieten ist. Django ist ein durch den Tod seiner Frau gebrochener Außenseiter, der sich nur noch selbst begraben möchte. Doch er muss eine Kreuzigungs- und Wiederauferstehungsgeschichte durchleiden um am Schluss doch mit leeren Händen dazustehen. Corbucci schafft es, Illusionen von Gerechtigkeit zu erzeugen, die letztlich auch zum Scheitern verurteilt sind. Hallo Meisterwerk.“
Friedemann Hahn schreibt in Der Italo-Western, Django sei „ein von Minderwertigkeitsgefühlen geplagter Witzbold, der in einem Monat 125 bis 135 Menschen mit einem Maschinengewehr umlegt.“ Corbucci habe „viel Humor“.
Phil Hardy meint, der Film sei neben Für eine Handvoll Dollar der einflussreichste Italowestern. Corbucci verwende in seiner Regie „seinen üblichen Comic-Stil“ und mische „Komödie und bizarre Gewalt mit einer Leichtigkeit, die irritierend ist.“
Wolfgang Luley schreibt in der Filmzeitschrift Systhema: „Mit ‚Django‘ wird endgültig das Massentöten in den Italowestern eingeführt, nicht mehr nur eine Handvoll Gegner werden erschossen, sondern gleich Dutzende auf einmal. Dabei werden die Sterbeszenen teilweise genüßlich vorgeführt, so daß Corbuccis Humor tiefschwarz eingefärbt erscheint und immer wieder in Zynismus umschlägt. ‚Django‘ etabliert Zooms, Closeups, schnelle Schnitte und eine originäre Musik (Bacalov). Außerdem bewirkt er eine Politisierung des Genres, Die gefürchteten Zwei, Von Angesicht zu Angesicht, Töte Amigo oder Töte, Django sind dafür eindrückliche Belege.“
Reclams Filmführer (1982): „Ein atmosphärisch dichter, gut gebauter und geschickt inszenierter Film, in dem auch die Landschaft, ein trister, sumpfiger Grenzstreifen, eine große Rolle spielt.“

„‚Django‘ wird ganz klar heute zu den Werken gezählt, die am meisten Einfluss auf das Genre und die dazugehörige Zeit ausübten. Regisseur Sergio Corbucci schuf ein zynisches Werk voller Gewalt, welches geprägt war von einer düsteren Grundstimmung und dem Bruch mit den Traditionen. Der Anti-Held stand im Vordergrund. Zusammen mit der grandiosen Vorstellung von Franco Nero sowie einer stimmigen Atmosphäre, wurde so ein Kult-Film geschaffen, den man nicht verpassen sollte.“